# Полет 7081 на „Хемус Ер“
Полет 7081 на „Хемус Ер“ е чартърен полет от летище „Бейрут“, Бейрут, Ливан, до летище „Варна“, Варна, България, управляван от „Хемус Ер“. На 3 септември 1996 г. самолетът, който лети по маршрута – „Туполев Ту-134“, е отвлечен от палестинеца Хазем Салах Абдула, дезертьор от Народния фронт за освобождение на Палестина, който твърди, че има експлозиви на борда. Самолетът каца във Варна, където похитителят първо заплашва, че ще взриви бомбата си, след което разменя останалите 149 пътници за гориво и продължава към Норвегия с осем членове на екипажа. По късно каца на летище „Осло“, Гардермоен, Осло в 20:04 ч. централноевропейско време, насочен към изолирана зона на север от летището.
Хазем Салах Абдула поисква убежище в Норвегия и бързо се предава след разговори с началника на полицията Ромерике Асбьорн Гран в присъствието на трима представители на българското посолство. При инцидента няма пострадали. В хода на разследването България е критикувана от Ромерике Асбьорн Гран, според когото е „странно“, че българските власти позволяват на самолета да продължи за Норвегия, вместо да разрешат проблема в България, предвид това, че самолетният екипаж е изцяло от българи. Според представител на властите в България обаче похитителят се съгласява да освободи всички пътници, при условие че получи гориво и разрешение да излети от летище „Варна“.
Българските власти не са заинтересовани да проследят случая; съдебното производство не е проследено от български представители и четиримата членове на екипажа, призовани за свидетели, не се явяват. По време на съдебното дело похитителят твърди, че е луд, но е осъден на четири години затвор. Той е изпратен обратно в Ливан, след като излежава присъдата си през август 1999 г. След това твърди, че получава нареждане от Народния фронт за освобождение на Палестина да разбие самолета в Осло, но отказва да го направи, защото „не е терорист“.